# فيل ديسيمون
فيل ديسيمون (بالإنجليزية: Phil DeSimone)‏ هو لاعب هوكي الجليد أمريكي، ولد في 19 مارس 1987 في East Amherst, New York ‏ في الولايات المتحدة.

## وصلات خارجية
- فيل ديسيمون على موقع دوري الهوكي الوطني (الإنجليزية)
- فيل ديسيمون على موقع EliteProspects.com (الإنجليزية)
- فيل ديسيمون على موقع HockeyDB.com (الإنجليزية)